# Nhơn Bình (phường)
Nhơn Bình là một phường cũ thuộc thành phố Quy Nhơn, tỉnh Bình Định, Việt Nam.
Phường Nhơn Bình có diện tích 14,68 km², dân số năm 1999 là 15.489 người, mật độ dân số đạt 1.055 người/km².

## Hành chính
Phường Nhơn Bình được chia thành 9 khu vực: 1, 2, 3, 4, 5, 6, 7, 8, 9.
Theo Nghị quyết số 1664/NQ-UBTVQH15 năm 2025, trên cơ sở giải thể thành phố Quy Nhơn, sáp nhập tỉnh Bình Định vào tỉnh Gia Lai và thực hiện hợp nhất toàn bộ diện tích tự nhiên và dân số của các xã Nhơn Hội, Nhơn Lý, xã Nhơn Hải và phường Nhơn Bình thuộc thành phố Quy Nhơn thành phường Quy Nhơn Đông.